# Standfussiana osmana
Standfussiana osmana är en fjärilsart som beskrevs av Wagner 1928. Standfussiana osmana ingår i släktet Standfussiana och familjen nattflyn. Inga underarter finns listade i Catalogue of Life.